# Нон грата
„Нон грата“ е български 3-сериен телевизионен игрален филм (детски, гангстерски, приключенски, криминален) от 1990 година на режисьора Димитър Шарков по сценарий на Христо Бойчев. Музиката във филма е на композитора Стефан Димитров .
Идеята на режисьора и сценариста е да направят детско-юношески вариант на Бони и Клайд и да го свържат с романтиката на Том Сойер. Сериалът е заснет за 30 дни.

## Място на снимките
В складовете на Захарна фабрика, във ВИП-а на Софийската аерогара, Евксиноград, Балчик и др.

## Актьорски състав
| Роля | Изпълнител      |
| ---- | --------------- |
|      | Владимир Пенев  |
|      | Иван Петрушинов |
|      | Стефка Янорова  |